# Тома Кръстев
Тома Кръстев-Костурчанин (на сръбски: Тома Крстић-Костурац) е български революционер, деец на Вътрешната македоно-одринска революционна организация, станал по-късно македонски сърбоманин, и минал на стратата на Сръбската пропаганда в Македония.

## Биография
Роден е в 1882 година в костурското село Вишени и затова носи прякора Костурац (на сръбски Костурчанин). Участва в Илинденско-Преображенското въстание през лятото на 1903 година и след потушаването му, бяга в Свободна България.
От 1904 година е сръбски четник в Източното и Западното Повардарие. В 1907 година става сръбски войвода. След Младотурската революция в 1908 година, се връща в родния си град. Остава в Костур и след като градът попада в Гърция след Балканските войни. Участва в Първата световна война, след като сръбската армия е извозена от Корфу на Солунския фронт в 1916 година. След войната се установява в Битоля.